# Antonio Sambola
Antonio Sambola Colom (Verdú, 1760 - ¿?, ¿?) fue un compositor y maestro de capilla español.

## Vida
Antonio Sambola procedía de una familia de músicos procedentes de Cervera, en la provincia de Lérida. El abuelo, Mateu Sambola Estalella (1792-1742), estuvo activo en Verdú como alfarero y bajonista de una capilla de música local. Su hijo, Mateu Sambola Sansó (1728-1803), también alfarero y bajonista, también participó en la capilla o cobla, al igual que Antonio Sambola Colom, su hijo. Antonio habría nacido en Verdú en 1760, aunque el musicólogo Baltasar Saldoni lo hace originario del Alto Aragón. A los 10 años participaba en la cobla como infante cantor, en una  época en la que el grupo contaba con siete músicos.
En 1770, a los diez años, ingresó como infante de coro en la capilla de música de la Catedral de Lérida, donde estudiaría bajo el magisterio de Antonino Sala por siete años.
Con diecisiete años, en 1777, fue contratado como cantor en la Catedral de Albarracín. Entre 1784 y 1792 ocupó el cargo de tenor con beneficio en la misma catedral. Saldoni habla de que Sambola habría entrado en 1777 como maestro de capilla en Albarracín, cosa que parece improbable, ya que en esa época permanecía en el cargo Vicente Martínez.
De Albarracín, Sambola pasó en 1792 a Fraga, en cuya colegiata sería maestro de capilla. El hecho viene confirmado por Saldoni, pero este da la fecha de 1785. De hecho no hay fuentes seguras que confirmen su paso por Fraga.
Ese mismo año de 1792 Sambola se trasladó a Lérida, en cuya capilla de música metropolitana entraría como tenor. Poco después fue nombrado maestro de capilla interino en apoyo de Antonino Sala, que ya era muy mayor, y en 1794 consiguió el cargo titular, sucediendo a Sala y a Penafreta en el puesto.
Permanecería en el cargo en Lérida once años, hasta 1816, cuando lo abandonó sin que se sepa más sobre su destino. En 1826 todavía aparece de nuevo en Lérida como uno de los tres examinadores en las oposición al magisterio de la catedral leridana, que ganaría Magín Germá y Subirá.

## Obra
Puso música a una poesía sobre la batalla de Las Navas de Tolosa, que había sido actualizada para referirse a la invasión francesa. La música fue cantada en varias ocasiones en la casa del gobernador de Lérida a principios de la contienda, en 1808.
Se conservan de Sambola en el archivo de la Catedral de Lérida un Magnificat y 99 villancicos, editados entre 1794 y 1808.